# Friedrich Oberdoerster
Friedrich Oberdoerster (* 22. Dezember 1915 in Opladen; † 8. März 1984 in Berlin) war ein deutscher Mikrobiologe und Hygieniker. Er war Präsident der „Gesellschaft für die gesamte Hygiene der DDR“.

## Leben
Der Sohn eines Lackierers erlernte nach dem Besuch der Volks- und Oberschule den Beruf eines Kaufmanns und arbeitete anschließend im Beruf. Er war Mitglied des KJVD und kam 1937 als Wehrpflichtiger zur Wehrmacht. Ab 1939 nahm als Soldat im Sanitätsdienst am Zweiten Weltkrieg teil. Als Spieß und Sanitätsoberfeldwebel im Reservelazarett 101 in Frankfurt (Oder) besorgte er gegen Ende des Krieges Waffen für kommunistische Widerstandskämpfer und geriet im April 1945 in kurzzeitige sowjetische Kriegsgefangenschaft.
Ende Juli 1945 wurde er in die Sowjetische Besatzungszone Deutschlands entlassen, kam nach Berlin und wurde Mitglied der KPD. Von August 1945 bis 1946 arbeitete er als Kadersachbearbeiter in der Deutschen Zentralverwaltung für Gesundheitswesen in Berlin. 1946 wurde er Mitglied der SED. Von 1946 bis 1951 studierte er Medizin an der Humboldt-Universität zu Berlin und wurde 1951 zum Dr. med. promoviert. Von 1951 bis Juli 1954 war er als Leiter der Abteilung Medizinische Fakultäten im Staatssekretariat für Hochschulwesen tätig. Am 1. August 1954 begann er eine Facharztausbildung im Hygienischen Institut der Humboldt-Universität und erhielt 1958 die Anerkennung als Facharzt für Hygiene und Epidemiologie.
1957 wurde er Angehöriger der Deutschen Volkspolizei (DVP), zunächst als Leiter der Abteilung Medizinische Dienste im Kommando Bereitschaftspolizei. Von 1959 bis 1970 fungierte er als Leiter der Verwaltung Medizinische Dienste des Ministeriums des Innern (MdI) (Nachfolger von Joseph Rubens). Während dieser Zeit wurde er zum Oberst der VP im medizinischen Dienst befördert und 1963 habilitiert. 1964 wurde er zum Dozenten und Professor für Medizinische Epidemiologie an der Humboldt-Universität ernannt und war von 1966 bis 1971 nebenamtlich Professor an der Universität Rostock.
Von 1970 bis 1981 war er Direktor des Staatlichen Kontrollinstituts für Seren und Impfstoffe und von 1973 bis 1984 Präsident der Gesellschaft für die gesamte Hygiene der DDR.

## Privates
Oberdoerster war Sohn des KPD-Funktionärs Ernst Oberdörster. Er war verheiratet und Vater von drei Söhnen und einer Tochter. Er wurde auf dem Friedhof Berlin-Adlershof bestattet.

## Auszeichnungen und Ehrungen
- 1957 Medaille für Kämpfer gegen den Faschismus 1933 bis 1945
- 1961 Verleihung des Titels Obermedizinalrat
- 1962 Ehrentitel Verdienter Arzt des Volkes
- 1964 Vaterländischer Verdienstorden in Bronze, 1969 und 1977 in Silber sowie 1980 in Gold
- 1977 Orden Banner der Arbeit Stufe II